# Louis-René Villermé
Louis-René Villermé, född 10 mars 1782 i Paris, död 16 november 1863 i Paris, var en fransk läkare och statistiker.
Villermé blev 1804 kirurg vid franska armén och sedermera medicine doktor, men upphörde snart med sin praktik för att uteslutande ägna sig åt studier. I skriften Des prisons telles qu'elles sont et telles qu'elles devraient être (1820) framhöll han det usla tillstånd, i vilket landets fängelser befann sig. Sedan följde ett antal arbeten i befolkningsstatistik: Sur les naissances et la mortalité de la ville de Paris (1824), Sur la mortalité en France dans la classe aisée et dans la classe indigente (1828), Sur la distribution de la population française par sexe et par l'etat civil (1837), och vidare undersökningar om arbetarhygienen: Sur l'état des ouvriers employés dans les manufactures de soie, de coton et de laine (1839-40). Han sysselsatte sig även med aktuella sociala frågor, såsom i Des associations ouvrières (1848), och utnämndes 1848 till ledamot av Conseil supérieur d'hygiène vid ministeriet för jordbruk och handel.